# 西安坐标系
西安坐标系（EPSG:4610），即1980年国家大地坐标系，常称西安80坐标系，是中国1980年确定的大地坐标系。此坐标系的原点设在中国中部的陕西省西安市西北方向60公里处的泾阳县永乐镇，由此得名。西安80采用的是当时国际大地测量与地球物理联合会最新的1975椭球体参数，使用了超过五万个基站，但当时的自由网平差算法选择导致了地形受基站位置系统误差影响，产生扭曲。基准面采用青岛大港验潮站1952－1979年确定的黄海平均海水面（即1985国家高程基准）。
西安80坐标系，相对与54年的北京坐标系而言：
1. 整合了国际坐标系参数标准；
2. 消除了54北京坐标系建立时的换算误差；
3. 进行了高斯平面整体平差修正量的工作；

## 椭球参数
西安80采用IAG 1975（EPSG:7049）椭球，参数为：
- 长半轴 a = 6378140 m
- 扁率倒数 1/f = 298.257

椭球定位时按中国范围内高程异常值平方和最小为原则求解参数。

## 投影
西安80只采用经过高斯-克吕格投影的数值，可以使用3度分带或者6度分带。西安80的坐标值（整数部分），Y应该为6位（无带号）或者8位（有带号），X应该为7位。
很多大城市在西安80的基础上进一步演算，制定了各自的城市坐标系，如杭州城市坐标系就是基于西安80的。

## 转换
因为西安80是中华人民共和国制定的国家大地坐标系，因此超出中华人民共和国范围的坐标值是没有意义的。目前仍旧在使用中的中国大陆国家大地坐标系有：北京54、西安80、国家2000。在这些坐标系之间转换，需要当地测绘局或者其上级测绘局提供的转换参数，并且各地不同。这些参数在中华人民共和国是保密的，见中华人民共和国地理数据限制。
1. ↑  HENG pengfei1, YANG Yuanxi2, CHENG Yingyan1, WEN Hanjiang1, MI Jingzhong1 and WANG Hua. .  (PDF).   [2023-05-18]. （原始内容存档 (PDF)于2022-03-20）.
2. ↑  GmbH (https://www.klokantech.com/), Klokan Technologies. . epsg.io.   [2023-05-18]. （原始内容存档于2023-05-18） （英语）.